# Richard Lumley (1er vicomte Lumley)
Richard Lumley, 1er vicomte Lumley (7 avril 1589 - 12 mars 1663) est un royaliste et commandant militaire anglais. Il est le grand-père de Richard Lumley (1er comte de Scarbrough) .

## Biographie
Richard Lumley est baptisé à Chester-le-Street, dans le comté de Durham, le 7 juillet 1589, fils de Roger Lumley et d'Anne Kurtswich, et petit-fils d'Anthony Lumley. Il est l'arrière-petit-fils de Richard Lumley, 3e baron Lumley qui est convoqué au Parlement en 1509. (Le père du 3e baron, Thomas, est décédé avant le grand-père du 3e baron, George le 2e baron). Il est un cousin germain de John Lumley (1er baron Lumley).
Il est loyaliste à la couronne à l'époque des guerres civiles anglaises. Il fait du siège familial, le Château de Lumley, une garnison. Il est nommé commandant principal sous le prince Rupert et marche dans l'ouest de l'Angleterre et combat au siège de Bristol où il reste jusqu'à ce que Rupert se rende en 1645.
Pour sa loyauté envers la couronne, Lumley est fait chevalier par le roi Jacques Ier le 19 juillet 1616 à Theobalds. Le 12 juillet 1628, il est créé vicomte Lumley de Waterford dans la pairie d'Irlande. Le 25 avril 1660, Lumley fait partie du groupe de loyalistes qui publient une déclaration au Parlement pour soutenir la Déclaration de Bréda.
Il épouse Frances, fille de Henry Shelley de Warminghurst Park .
Leur fille, Julia, épouse Sir Christopher Conyers, 2e baronnet de Horden. Leur fils, John Lumley, est décédé avant son père en 1658. il est remplacé dans la vicomté par son petit-fils, qui est fait comte de Scarbrough en 1690. La seconde épouse de Richard en 1630 est Elizabeth Sandys (née Cornwallis) qui, en 1657, fonde un lycée à Pickering, qui continue aujourd'hui sous le nom de Lady Lumley's School.